# Aleksei Navalni
Aleksei Anatólievitx Navalni —Алексе́й Анато́льевич Нава́льный (rus)— (Butín, districte urbà d'Odintsovo, óblast de Moscou, 4 de juny de 1976 - presó de K-3 Kharp, districte de Iamalo-Nénets, Rússia, 16 de febrer de 2024) va ser un advocat, activista i polític rus. Des de 2009, va guanyar protagonisme a Rússia, i als mitjans de comunicació internacionals i russos, com a crític amb la corrupció i el president rus Vladímir Putin. Va organitzar manifestacions a gran escala a favor de la democràcia i en contra de la corrupció política, Putin i els seus aliats. El 2012, The Wall Street Journal el descrivia com "l'home que Vladímir Putin tem més".
Autodefinit com a nacionalista i demòcrata, Navalni era membre del Consell de Coordinació de l'Oposició Russa i el líder des de 2018 del partit polític Rússia del Futur i entre 2013 i 2018 del Partit del Progrés, abans anomenat Aliança Popular. El setembre de 2013, es va presentar a les eleccions a l'alcaldia de Moscou, amb el suport del Partit Republicà de la Federació Russa. Va quedar segon, amb el 27% dels vots, perdent davant de l'alcalde en el càrrec Serguei Sobianin, designat per Putin. El vots rebuts van ser molt superiors als que els analistes polítics havien pronosticat, però Navalni i els seus aliats van insistir que el nombre real era encara més gran, i que les autoritats havien comès frau electoral per tal d'evitar una segona volta.
Condemnat per malversació, va morir en una presó russa en 16 de febrer de 2024 després de ser detingut al seu retorn a Rússia en 2021 després de recuperar-se d'un enverinament per Novitxok en 2020.
El febrer de 2021, la seva condemna suspesa va ser substituïda per una pena de presó de més de dos anys i mig de detenció, i les seves organitzacions van ser posteriorment qualificades com a extremistes i liquidades. El març de 2022, Navalni va ser condemnat a nou anys de presó addicionals després de ser declarat culpable de malversació i menyspreu al tribunal en un nou judici qualificat de farsa per Amnistia Internacional; la seva apel·lació va ser rebutjada i al juny, va ser traslladat a la presó d'alta seguretat IK-6 de Melekhovo a l'óblast de Vladímir. L'agost de 2023, Navalni va ser condemnat a 19 anys més de presó per càrrecs d'extremisme.

## Trajectòria
Al 2007 va participar en la fundació del Moviment Nacional d'Alliberament Rus (NAROD, Gent en rus) una organització nacionalista de caràcter anti-inmigració, que es va aliar alhora amb els partits extremistes Moviment contra la immigració il·legal i Gran Rússia. El mateix any, va publicar diversos vídeos contra la immigració, inclòs un on defensava la deportació dels migrants. En un dels vídeos, en què defensa els drets de les armes, compara militants del Caucas amb paneroles i imita disparar a algú que intenta "atacar-lo". Tot i abandonar teòricament les idees xenòfobes, més endavant va repetir polèmiques en aquest sentit, com el suport als disturbis ètnics de Biryulyovo al 2013, considerar la immigració un tema més important que Ucraïna al 2014, o les opinions sobre els migrants de l'Àsia central al 2020. Aquests fets van portar a Amnistia Internacional a haver de retirar-li la consideració de "pres de consciència" -mantenint però el de "pres polític"- el 2021.
Tanmateix, Navalni va arribar a la fama a través del seu blog, allotjat a la pàgina web LiveJournal, que va seguir sent el seu principal mètode de comunicació amb el públic. Va utilitzar el seu blog per atacar Putin i els seus aliats, per organitzar manifestacions, per publicar documents contra el govern rus i els seus aliats i, posteriorment, per promoure les seves campanyes electorals. També va estar actiu en altres mitjans de comunicació: el més remarcable, en una entrevista radiofònica el 2011 va descriure el partit governant de Rússia, Rússia Unida, com un "partit de pocavergonyes i lladres", que aviat es va convertir en un popular epítet. En 2011 va fundar la Fundació anti-corrupció, una Organització no governamentalamb l'objectiu de lluitar contra la corrupció del Govern de Rússia.
Navalni va ser detingut en nombroses ocasions per les autoritats russes, més seriosament el 2012, quan les autoritats federals van acusar-lo de tres casos de malversació de fons i de frau, que ell va negar. En el mes de juliol de 2013, va ser condemnat per malversació de fons a cinc anys a una colònia de treball correctiu. L'associació Memorial pels drets humans va definir Navalni com a pres polític. Navalni va ser alliberat de la presó l'endemà de la sentència. La sentència de presó va quedar suspesa l'octubre de 2013. El febrer de 2014, Navalni i el seu germà van ser jutjats per càrrecs de malversació, i Navalni va ser posat sota arrest domiciliari i restringit de comunicar-se amb ningú més que amb la seva família. Va ser condemnat el desembre de 2014 amb una altra pena de presó suspesa de tres anys i mig, i el seu germà va rebre una pena efectiva de presó de la mateixa durada.
El 23 de febrer del 2016 el Tribunal Europeu de Drets Humans va declarar que Rússia havia violat el dret de Navalni a un judici just, i va condemnar el país a pagar-li 56.000 euros en concepte de drets legals i indemnització. El 16 de novembre del mateix any, el Tribunal Suprem de Rússia va revertir la sentència, reenviant-la al districte de Léninski per una revisió, que més endavant es va confirmar.
El 13 de desembre de 2016 Navalni va anunciar la seva intenció de presentar-se com a candidat a les eleccions presidencials russes de 2018. El 25 de desembre de 2017 el tribunal del districte de Léninski va confirmar la sentència i, la comissió electoral dictar que Navalni no era elegible per presentar-se a la presidència per la seva condemna per corrupció, i el 28 de desembre aquest va presentar una demanda d'apel·lació al Tribunal Suprem de Rússia, que va rebutjar la demanda de Navalni en la vista del 30 de desembre. El 19 de maig de 2018 va refundar el partit Rússia del Futur (Россия Будущего).
L'octubre de 2021, Navalni va rebre el Premi Sàkharov, el premi anual dels drets humans del Parlament Europeu. David Sassoli, el president del Parlament Europeu, va anunciar que el premi era per reconèixer que Navalni "ha lluitat incansablement contra la corrupció del règim de Vladímir Putin. Això li va costar la seva llibertat i gairebé la seva vida". El 2022, Navalni va rebre el Premi al Coratge Civil.

## Enverinament
El 20 d'agost de 2020 Navalni es va trobar malament durant un vol entre Tomsk i Moscou, cosa que va provocar que s'efectués un aterratge d'emergència a Omsk. La seva responsable de premsa, Kira Iarmix, va dir que es trobava en estat de coma i que sospitaven que havia estat per culpa d'un enverinament. També va explicar que des del matí només va beure te i que sospitaven que havien barrejat alguna substància amb la seva beguda. L'hospital va explicar que es trobava en una condició crítica i que no es podia afirmar del cert que hagués estat per culpa d'un enverinament. Posteriorment va ser traslladat a Alemanya on se li varen fer proves toxicològiques. El govern alemany va assegurar haver trobat rastres de l'agent nerviós novitxok, acusacions que foren rebutjades pel Kremlin.

## Detenció en tornar a Moscou
Va ser detingut el 17 de gener de 2021, minuts després d'haver aterrat a l'aeroport de Xeremétievo, a Moscou. Navalni havia arribat a Rússia procedent de Berlín, on hi era des de l'agost recuperant-se de l'intent d'enverinament amb l'agent químic novitxok de què va ser víctima i que va estar a punt de costar-li la vida. Estava previst que l'avió en què viatjava aterrés a un altre aeroport moscovita, el de Vnúkovo, però a l'últim moment les autoritats van desviar el vol a Xeremétievo, uns 50 quilòmetres més al nord, oficialment per motius tècnics. Navalni va ser detingut al control de passaports de l'aeroport, en el moment de mostrar la seva documentació als guardes fronterers i abans d'entrar formalment a territori rus. La seva dona, Iúlia, el seu advocat i la seva portaveu, que viatjaven amb ell, sí que van poder entrar al país. Un tribunal li va imposar 30 dies d'arrest administratiu en un judici llampec. Després de la seva detenció van tenir lloc protestes massives a tota Rússia.

## Empresonament i mort a presó
El febrer de 2021, la seva condemna suspesa va ser substituïda per una pena de presó de més de dos anys i mig de detenció, i el 9 de juny de 2021, la xarxa política de Navalni, incloent la seva seu, la Fundació anti-corrupció i el partit Rússia del Futur van ser designades com a organitzacions extremistes i liquidades pel Tribunal Municipal de Moscou. El març de 2022, Navalni va ser condemnat a nou anys de presó addicionals després de ser declarat culpable de malversació i menyspreu al tribunal en un nou judici qualificat de farsa per Amnistia Internacional; la seva apel·lació va ser rebutjada i al juny, va ser traslladat a la presó d'alta seguretat IK-6 de Melekhovo a l'óblast de Vladímir. L'agost de 2023, Navalni va ser condemnat a 19 anys més de presó per càrrecs d'extremisme.
El desembre de 2023 va desaparèixer de la presó, reapareixent a la presó de IK-3 Kharp a l'Àrtic rus a la Iamàlia, on el 16 de febrer de 2024, el Servei Penitenciari Federal de Rússia va anunciar havia mort mentre complia condemna. La portaveu de Navalni, Kira Iàrmix, va dir a les xarxes socials que el seu equip no podia confirmar immediatament la seva mort fins que el seu advocat visités la presó. El 19 de febrer, l'esposa de Navalni, Iúlia Navàlnaia, en un vídeo de més de vuit minuts, va assegurar que "continuaria la feina" del seu marit, liderant i aglutinant l'oposició al règim de Putin, fent una crida als russos a "unir-s'hi". Després del funeral a església de la de la icona de la Mare de Déu de Moscou, al que van assistir milers de persones, fou enterrat al cementiri Borisov de Moscou.